# Vodenje
Vodenje, s pomenom vodenja ljudi je sestavni del upravljanja (menedžmenta) organizacije. Gre za mlad pojav, ki se je pojavil pred nekaj več kot 200 leti. Skozi čas se je spreminjal pomen pojma vodenje in s tem tudi njegova definicija. Tradicionalno pojmujejo vodenje kot načrtovanje, usmerjanje in nadzor podrejenih. Sodobna pojmovanja pa vodenje opredeljujejo kot spodbujanje, mentorstvo, motiviranje in ustvarjanje pozitivnih čustev. 
Posledično se tudi v literaturi pojavlja veliko različnih definicij od tistih tradicionalnih do bolj sodobnih.

## Definicije vodenja
- Vodenje je proces vplivanja na druge z namenom skupnega doseganja zastavljenih ciljev. V tem odnosu ima en član skupine vlogo vodje, ki usmerja ostale.[2]

- Vodenje je usmerjanje, vplivanje in motiviranje zaposlenih, da bi ustrezno opravili naloge, potrebne za doseganje organizacijskih ciljev. [3]

- Vodenje je proces medsebojnega vplivanja dveh ali več oseb, ki so druga od druge odvisne pri doseganju skupnih ciljev v skupinski situaciji (Hollander in Julian, 1969).[1]

- Vodenje je strateški faktor, katerega cilj je združevati individualne prispevke v kolektivno uspešnost (Bernard, 1983).[1]

- Vodenje je sposobnost izstopiti iz kulture in začeti procese razvojnih sprememb (Schein, 1992).[1]

- Organizacijsko vodenje je sposobnost vplivanja, motiviranja in spodbujanja drugih, da prispevajo k učinkovitosti in uspešnosti organizacije, ki ji pripadajo (House idr., 1998).[1]

- Pojem vodenja na gospodarskem področju je opredeljen kot vplivanje na posameznika ali skupino v podjetju, katerega namen je, da tega posameznika usmerimo k zastavljenim ciljem podjetja. [3]

## Zgodovina vodenja
Za začetek zgodovine teorij vodenja v kadrovskem smislu bi lahko vzeli leto 1903, ko je ameriški psiholog Frederic Taylor objavil delo Shop Managment. Nadalje je bilo mnogo študij opravljenih ob začetku druge svetovne vojne, ko so se vojaški in politični voditelji zanimali, kako najuspešneje voditi ljudi oz. vojake. 
V prvih teorijah, ki so se omejile bolj na voditeljstvo kot na vodenje, so vodje pojmovali kot izjemne posameznike. Študije so se predvsem osredotočale na njihove prirojene voditeljske  kompetence. Posledično so se prve teorije vodenja osredotočale na razlike v lastnostih vodij in podrejenih. Določiti so želeli eno do nekaj najpomembnejših osebnostnih lastnosti, ki dobro vodjo ločijo od ostalih posameznikov. 
Z razvojem znanosti se je zanimanje raziskovalcev premaknilo iz osebnostnih lastnosti vodji na njihovo vedenje. Pri raziskovanju sta bili posebej pomembni univerzi Ohio State in Michigan. Če povzamemo ugotovitve raziskav na omenjenih univerzah, so v duhu behaviorizma ugotovili, da obstajata dva bistvena stila vodenja: vodenje, usmerjeno v izvajanje nalog, in vodenje, usmerjeno na zaposlene. Menili so, da bi moral biti uspešni vodja usmerjen na oba vidika.
V luči funkcionalnega pristopa je oblikoval svojo teorijo John Adair. V znanosti je prebudil razmišljanje o razvoju teorije vodenja ter opomnil na razlike med vodenjem posameznikov in vodenjem skupine. 
V 80-ih in 90-ih letih se je s sodelovanjem praktikov in teoretikov razvil nov pogled na vodenje. Različni raziskovalci so se strinjali, da ni enega najboljšega stila vodenja, ampak da je najboljša kombinacija različnih stilov, ter da se vodenja ni mogoče naučiti iz knjig.
Naslednji pomembni vidik je bil prehod od transakcijskega k transformacijskemu vodenju, ki bi ga lahko opisali kot prehod od ukazovalnega vodenja k opolnomočenju podrejenih. John Adair je opredelil dva vidika opolnomočenja: vključevanje zaposlenih v odločanju o stvareh, ki se dotikajo njihovega dela ter povabilo k lastništvu kot naslednji stopnji njihovega razvoja.
Novejše teorije pa so mnogo kompleksnejše in poudarjajo raznolike vloge vodje, ki so si lahko tudi nasprotujoče.

## Teorije vodenja[1]

### Teorije vodjevih osebnostnih lastnosti
V preteklosti se je oblikovalo prepričanje, da imajo najboljši voditelji tudi posebne osebnostne lastnosti med katerimi so nekatere izredne. Iz tega izhaja prepričanje, da se dobre vodje že rodijo in ne naredijo. Tako  imajo nekateri že ob rojstvu lastnosti in sposobnosti vodje, ki  naj bi napovedovale njihovo  uspešnost na področju vodenja. Prve raziskave na področju vodenja in vodij  so se osredotočale na zgodovinske zapise o izjemnih vodjih in njihovih izjemnih dosežkih.  Zato tudi ni presenetljivo, da so ta prva sistematična raziskovanja usmerili prav v to, da so odkrivali osebnostne lastnosti, ki naj bi ločile uspešnega vodjo od neuspešnega. Pozneje so osebnostnim lastnostim dodali še socialne, telesne in delovne značilnosti. Vse skupaj tako določajo vodjo. Kratek pregled raziskav kaže, da se v ospredju vedno pojavljajo lastnosti, kot so ambicioznost, dominantnost, samozaupanje, socialna spretnost, inteligentnost, ki pa se ne povezujejo pomembno z uspešnostjo vodenja.
Teorije, ki so postavile temelj današnjim spoznanjem, so se začele pojavljati v prvi polovici dvajsetega stoletja. V obdobju med 1910 in 1960 so raziskovalci kompleksen proces vodenja poskušali razložiti s preprostimi razlagami. Na raziskave, ki so takrat potekale sta vplivala razvoj testov inteligentnosti in prepričanje, da vodenje temelji na stabilnih osebnostnih lastnostih in dimenzijah (npr. spol, inteligentnost, socialna občutljivost, dominantnost, potreba po moči). 
Mann (1959) navaja naslednje lastnosti, ki so pozitivno povezane z vodenjem:
- Superiorna vodjeva inteligentnost. Ta naj bi izstopala predvsem pri tistih dejavnostih v skupini, ki zahtevajo intelektualno prizadevanje. Manj je pomembna pri skupinah, kjer opravljajo rutinsko delo.
- Samozaupanje in prepričanje vase.
- Prilagodljivost, ki zagotavlja, da se bo vodja znašel tudi v novih situacijah.
- Dominantnost, ki se kaže v želji po moči in prestižu ter spodbuja posameznika pri prizadevanju za doseganje položaja vodje.
- Ekstravertnost, ki jo označujeta odprtost in lahko vzpostavljanje stikov z drugimi ljudmi.
- Interpersonalna (medosebna) občutljivost, ki pomeni sposobnost točnega ocenjevanja tujih motivov, namer in stališč.
- Manjša konservativnost kot pri drugih članih skupine.

Druge teorije:
- Teorija karizmatičnega vodenja (House, 1977)
- Teorija storilnostne motivacije

### Situacijske teorije vodenja
Stogdill (1948) je zaključil, da nobena lastnost niti sposobnost in spretnost ne konsistentno vplivajo na način vodenja. Vodenje je namreč celosten proces, ki poteka v zelo različnih situacijah, za kar ne obstaja lastnost, ki bi napovedovala ustrezen stil vodenja.  S tem se je pričelo obdobje raziskav, ki so poleg osebnostnih lastnosti upoštevale tudi situacijski dejavnik. 
Prve so kot ključne elemente določile strukturo naloge, formalno avtoriteto in moč vodje, njegovo popularnost in njegov odnos s podrejenimi. Kasnejše so vključile še druge situacijske dejavnike (značilnosti delovnega okolja, stopnjo rutine, jasnost naloge) in dejavnike povezane s podrejenimi (njihove sposobnosti, potrebo po dosežkih, motiviranost). Skupno vsem situacijskim teorijam je, da je treba stil vodenja prilagajati situaciji . Vodja glede na nastalo situacijo uporablja različne načine vodenja, izmed katerih pa ni noben vedno učinkovit ali najboljši, temveč je lahko le bolj ali manj uporaben.  Situacijske teorije so podlaga kontingenčnim teorijam.

### Kontingenčne teorije vodenja
Te teorije so usmerjene v proučevanje odnosa med vodjevimi lastnostmi (osebnost in vedenje) in njegovo uspešnostjo pri vodenju. Pri tem upoštevajo delež (lat. kontingent) situacije ali okolja.

#### Friedlerjeva kontingenčna teorija
Ta teorija predpostavlja, da je za uspešno vodenje pomemben vodstveni stil. Friedler je ločil dva stila vodenja. Prvo je usmerjeno k nalogam, drugo pa k odnosu. Oblikoval je vprašalnik o najmanj želenem sodelavcu (Least Preferred Co-worker Questionnaire – LPC). Pomanjkljivost , ki jo lahko izpostavimo pri tem modelu je, da vidi vodstvene stile kot stalne in nespremenljive. V situaciji, v kateri vodstveni stil ne ustreza se lahko naredi le dvoje: spremeni situacijo ali zamenja vodjo.  Fiedler je upošteval tri situacijske dejavnike, ki vplivajo na izbiro najučinkovitejšega vodstvenega stila in v interakciji ustvarjajo osem situacij v razponu od najmanj do  najbolj ugodne.  Uspešno in učinkovito vodenje naj bi po njegovem mnenju bilo odvisno od tega, koliko so situacijski dejavniki v skladu z načinom vodjevega dela. Tako je posamezen način vodenja najučinkovitejši, le če je uporabljen v pravi situaciji.
Trije situacijski dejavniki oz. kontingenčne spremenljivke:
- Odnos skupine do vodje je stopnja zaupanja in spoštovanja, ki ga ima skupina do vodje. Vodja, ki mu skupina zaupa in ga sprejema lažje in učinkoviteje vodi. Tisti , ki takega odnosa do podrejenih nima pa se mora večkrat zanašati na formalno avtoriteto.
- Zapletenost dela je stopnja, do katere so delovne naloge strukturirane. Delo, ki je rutinsko je po navadi bolj natančno opredeljeno. Bolj kot je delo kompleksno in celostno manj natančnih navodil, standardov in postopkov je.
- Moč položaja nakazuje, katero obliko moči bo vodja najpogosteje uporabljal. Če ima večjo željo uveljavljati pozicijo moči, obstaja večja verjetnost, da bo uporabljal moč nagrajevanja ali kaznovanja. V nasprotnem primeru pa bolj referenčno ali strokovno moč, če jo poseduje.

#### Teorija participativnega vodenja[4]
Teorija participativnega vodenja, avtorjev Vrooma in Yettona, je nastala leta 1973. Predvideva aktivno sodelovanje vseh članov vodstva pri sprejemanju odločitev. Prednosti participativnega vodenja:
- podrejenim pomaga razumeti posledice odločitev,
- obstaja večja verjetnost, da se bomo posamezniki identificirali z odločitvijo in trdo delali, da bo delo uspešno,
- sodelovanje zaposlenih zahteva, da je razjasnjevanje ciljev in načrtov nujno,
- potencialno nagrajevanje ali kaznovanje je bolj jasno definirano, kar ima motivacijsko funkcijo,
- sodelovanje je normalna, zrela in zadovoljujoča izkušnja,
- aktivno sodelovanje predstavlja socialni pritisk, ki motivira člane moštva, da sprejmejo odločitev,
- komunikacija je naprednejša in predstavlja bolj učinkovito sredstvo razreševanja konfliktov med vodjo in podrejenim.

Kljub vsem prednostim pa participativno vodenje le ni tako univerzalno. Teorija predpostavlja, da imajo podrejeni dovolj znanja in veščin, da bodo na delovnem mestu brez težav in kompetentno sprejemali odločitve. Še ena pomanjkljvost je ta, da je sodelovanje z ostalimi člani moštva oteženo, kadar se vsi sodelujoči ne strinjajo z odločitvijo.
Da bi rešili težave, ki se lahko pojavijo ob sprejemanju odločitev, so strokovnjaki na podlagi raziskav predlagali naslednje napotke, znane kot Vroom-Yettonov model:
- Če ob pomembni odločitvi podrejeni vedo relevantne informacije, ki jih vodja nima, je avtokratsko odločanje s strani vodje neprimerno.
- Kadar gre za pomembno odločitev, zaposleni pa so brezskrbni in nezainteresirani, je skupinsko odločanje neprimerno. Vpliv podrejenih bi imel prevelik vpliv na odločitev okrog problematike, ki zahteva tehtnejši premislek in zbiranje mnogih informacij.
- Če gre za kompleksen problem, vodja pa nima ustreznih kompetenc in znanja, mora biti odločitev sprejeta interaktivno med člani moštva, ki imajo komeptence in poznajo relavantne informacije.

Model ima praktičen doprinos k uspešnejšemu vodenju, saj je poleg sprejemanja odločitev naloga vodje tudi to, da se v moštvu vzpostavi strategija sprejemanja odločitev. Odločitve bodo tako boljše, delovni proces pa uspešnejši.
Druge teorije:
- Teorija vodenja pot-cilj (House, 1971)
- Teorija življenjskega kroga (Hersey in Blanchard 1982)
- Teorija kognitivnih spretnosti (Friedler in Garcia, 1987)
- Teorija vodenja 3-D (Reddin)
- Sestavljeni model situacijskega vodenja (Multiple Linkage Model) (Yunkl, 1994)

### Vedenjske teorije vodenja
Po raziskovanju osebnostnih lastnosti so se raziskovalci preusmerili v proučevanje vedenja vodij, kaj oni počnejo: komunicirajo, usmerjajo, delegirajo, načrtujejo. V 50- in 60-tih letih so se tri skupine znanstvenikov lotile proučevanja vedenja vodij.  Želeli so odgovorili na vprašanje ali obstajajo in katere so glavne dimenzije, s katerimi lahko opišemo različna vedenja, in ali vplivajo na različne načine vodenja.
Dve največji raziskavi sta potekali na univerzah Ohio State in Michingan State, na osnovi katerih so določili dva osnovna načina vodenja: usmerjenost k nalogam in usmerjenost k ljudem. Iz tega izhaja predpostavka, da mora uspešen vodja izkazovati visoko stopnjo obeh usmerjenosti. Vodja se mora posvečati tako nalogam kot ljudem.
Na michiganski univerzi so razvili enodimenzionalen model vodjevega vedenja. Po tem modelu je vodja opredeljen z vidika demokratskega vodenja, usmerjenega k zaposlenemu, in avtokratskega vodenja, usmerjenega k nalogam. Vodje, ki so usmerjeni k zaposlenemu poudarjajo medosebne odnose, izražajo osebni interes za potrebe zaposlenih in  so sprejemljivi do razlik med zaposlenimi. Za njih so značilne tudi skupinska učinkovitost in visoka stopnja zadovoljstva pri zaposlenih.
Za vodje usmerjene k nalogam je značilno, da poudarjajo tehnične vidike dela, njihov glavni cilj pa je opravljanje skupinskih nalog.
Na univerzi Ohio so v obširni raziskavi prišli s pomočjo odgovorov delavcev različnih gospodarskih panog in faktorske analize do dveh neodvisnih dimenzij: uvajanje strukture(iniciacija) in upoštevanje (konsideracija). Dimenzija uvajanja strukture je usmerjena k ciljem organizacije, dimenzija upoštevanja pa k medosebnim odnosom.
Uvajanje strukture je definirano kot vedenje, s katerim vodja organizira in definira skupinske dejavnosti in njegov odnos do skupine. Pomeni stopnjo, do katere se vodja osredotoča na načrtovanje, oblikovanje in pripisovanje nalog, poudarjanje datumov, do katerih morajo biti naloge opravljanje in dajanje navodil.
Dimenzija upoštevanja pa je definirana kot vedenje, ki vzpostavlja vzajemno zaupanje, spoštovanje, toplino in ustrezno razmerje med vodjo in skupino. Je stopnja usmerjanja vodjeve energije na zmanjšanje uradnih omejitev v dvosmerni komunikaciji in povečanje vzajemnega zaupanja ter vzdrževanje bližine z zaposlenimi.
Druge teorije:
- Teorija X in teorija Y (McGregor)
- Teorija vodstvene mreže (Blake in Mutton)

Teorije vedenja pomenijo velik korak v razvoju proučevanja vodenja, saj upoštevajo vedenje vodje, ki ni determinirano in se ga da delno tudi naučiti. Iz prvih ugotovitev je izšlo veliko teorij, ki zajemajo več kot dve dimenziji, vendar se te prekrivajo z dvodimenzionalnimi.

### Teorije zaznav in presoj

#### Implicitna teorija vodenja
Usmerjena je k preučevanju sodb in mnenj, ki jih imajo podrejeni o svoji vodji. Poleg tega raziskuje tudi kognitivne procese, ki so osnova za oblikovanje mnenje in vrednotenj. Lord zagovarja, da je zaznavanje vodenja mogoče razložiti s teorijo kategorizacije. Organizirane kognitivne kategorije so predstavljene kot prototipi. Ti se oblikujejo med izpostavljanjem dogodkom in interakcijami med osebami. Po implicitni teoriji naj bi zaposleni svojo vodjo razvrstil v določen prototip.

#### Atribucijska teorija vodenja
Prit tej teoriji gre za analiziranje vodjevih diagnoz, ki nastajajo ob opazovanje težav med zaposlenimi. Raziskovalci so iskali razloge za posameznikov uspeh ali neuspeh. Šele pozneje so ugotovili, da se vodje pogosteje ukvarjajo s problematično skupino. To naj bi bilo zato, ker lahko težavna skupina vpliva na celotno organizacijo in njeno uspešnost.Diagnosticiranje skupinskih težav je lahko problem za vodjo, saj se njega ocenjujejo po njegovi splošni učinkovitosti, ki pa temelji na celotno skupini. Raziskave kažejo, da vodja uporablja različne vsebinske razloge, s katerimi si razlaga uspehe in neuspehe podrejenih. Pri ocenjevanju uporablja Kelleyevo kocko, ki zajema:
- Konsistentnost vedenje, ki je relativna stabilnost posameznikovega vedenja v določenem času
- Razlikovanje med posamezniki na podlagi ocene uspešnosti reševanja ene naloge glede na razrešitev druge pri istem posamezniku
- Konsenz je osnova za primerjanje vedenja podrejenega z vedenjem drugih podrejenih

### Teorije izmenjave
Nastale so v zadnjih petnajstih  letih, kot odgovor na nasprotujoče ugotovitve kontingenčnih teorij. Te teorije obravnavajo vodenje kot odnos med vodjo in podrejenimi. Ta pa mora biti pošten in vzajemno koristen. Kakovost odnosa lahko zelo niha.  Na podlagi teh predpostavk se je izoblikovalo veliko teorij.
Druge teorije:
- Teorija socialne izmenjave (Hollander, 1976)
- Teorija izmenjave med vodjo in podrejenim (Dansereau, Graen in Haga, 1975 ter Graen in Uhl-Bien, 1995)
- Neokarizmatične teorije vodenja

#### Teorija izmenjave med vodjo in podrejenim[4]
Teorija predpostavlja, da se vodje različno obnašajo do različnih podrejenih. Vedenjski vzorec, ki se razvije in utrdi skozi čas, pomembno vpliva na kvaliteto odnosa med podrejenim in vodjo. Na podlagi raziskav avtorji teorije ugotavljajo, da se podrejeni razdelijo v dve različni skupini. Bodisi med vključene zaposlene (angl. in-group) ali izključene (angl. out-group).
Vključeni zaposleni imajo z vodjo visoko kvaliteten odnos z veliko možnostmi dogovarjanja in prilagajanja delovnih zahtev. Vodje se do v odnosu do vključenih zaposlenih ne poslužujejo formalne (pre)moči ali avtoritete. Vodja je do takih zaposlenih odprt za diskusije glede delovnih nalog, zaposleni pa navajajo, da  s strani vodje čutijo iskren interes za zaposlene. Izključeni zaposleni imajo z vodjo nekvaliteten odnos. Vodja potrebam takih zaposlenih ne prisluhni in se v odnosu do podrejenega pogosteje poslužuje formalne moči, da bi vplival na njegovo vedenje.
Analize odnosov med vodjo in obema skupina podrejenih so pokazale, da imajo vključeni zaposleni višjo poklicno samopodobo, počutijo se kompetentnejše, čutijo večjo pripadnost do delovne organizacije in bodo zato verjetneje dlje časa vztrajali v delovni organizaciji. 
Kasnejše revizije teorije izmenjave so bolj dinamične in opisujejo življenjski cikel odnosa med vodjo in zaposlenim. Odnos se začne nedoločno ter plaho in se lahko razvije v bolj zaupanja poln in zavzet odnos (vključen zaposleni), lahko pa ostane fiksiran v začetni fazi (izključen zaposleni). Poglobitev odnosa je vodjeva naloga.

## Vodja
Tako kot pojem vodenje ima tudi pojem vodja veliko različnih definicij. V najbolj splošnem pomenu je vodja tisti, ki ima določeno socialno moč nad drugimi ljudmi v skupini – je torej tisti, ki lahko v večji meri določa cilje in načine delovanja skupine.

### Lastnosti vodje
Večina teorij 20. stoletja predpostavlja, da je dober vodja rojen in ne ustvarjen. Sedanje študije so pokazale, da je vodenje veliko bolj zapleten proces in ga ni mogoče razcepiti na ključne lastnosti posameznika. Leta opazovanja in proučevanja so pokazala, da ena taka lastnost ali skupina nekih lastnosti še ne pomenijo, da je nekdo izjemen vodja. Učenjaki so prišli do spoznanja, da se vodstvene lastnosti posameznika  ne spreminjajo iz situacije v situacijo. Takšne lastnosti so npr. inteligenca, asertivnost ali fizična privlačnost. Vsaka posamezna lastnost se lahko v različnih situacijah različno kaže. V nadaljevanju so opisane vodstvene lastnosti, odkrite v raziskavi Jona P. Howella, profesor na New Mexico State University in avtor knjige Snapshots of Great Leadership.
Ključne vodstvene lastnosti so dajanje pobude, energija, asertivnost,vztrajnost, moškost in včasih dominantnost. Ljudje s temi lastnostmi pogosto težijo k doseganju svojih ciljev, delajo veliko ur, so ambiciozni in velikokrat tekmovalni. Kognitivne sposobnosti vključujejo inteligenco, analitično in verbalno sposobnost, vedenjsko prilagodljivost in sposobnost dobre presoje. Posamezniki s temi lastnostmi so sposobni oblikovati rešitve za težke probleme, dobro delujejo v stresnih okoliščinah in okoliščinah v katerih morajo dosegati roke, se znajo dobro prilagoditi spreminjajočim se okoliščinam in so sposobni ustvarjanja dobro premišljenih načrtov za prihodnost.
Ključna lastnost pri posameznikih, ki naj bi bili dobri vodje je tudi samozavest, ki vključuje visoko samospoštovanje, asertivnost, čustveno stabilnost in prepričanje vase. Samozavestni posamezniki zaupajo vase in v svoje sposobnosti in odločitve. Imajo tudi to sposobnost, da samozavest projektirajo na drugih, gradijo zaupanje in predanost. Integriteta se je pokazala pri posameznikih, ki so resnični, vredni zaupanja, načelni, dosledni, zvesti in niso varljivi. Vodje z integriteto pogosto delijo te vrednote s svojimi podrejenimi. Taki vodja drži svojo besedo in je pošten. Družabnost opisuje posameznike, ki so prijazni, ekstravertni, obzirni, prilagodljivi in medosebno kompetentni. Ta lastnost omogoča vodji, da je sprejet v javnosti, uporablja diplomatske ukrepe za reševanje vprašanj in prilagaja svojo socialno vlogo situaciji.

## Stili vodenja
Stil vodenja predstavlja način, kako se vodja vede do podrejenega, ga nadzoruje, z njim sodeluje ter vpliva na njegovo delo. Uspešni vodja stil vodenja prilagaja svojim podrejenim. Zaveda se, da je potrebno k različnim ljudem pristopiti na različne načine. Sposoben je fleksibilne uporabe stilov vodenja, diagnosticiranja potreb drugih in dogovarjanja. 
Vodja s stilom vodenja podrejene spodbuja k temu, da bi postali vrhunski zaposleni.
Obstajajo štiri glavni načini vodenja: direktivni, bodrilni, inštruktivni stil ter delegiranje. Lahko bi rekli, da sta inštruktivni stil vodenja in delegiranje kombinacija direktivnega in bodrilnega stila. Pri vsakem problemu lahko uporabimo kateregakoli od teh stilov, najustreznejšega stila, ki bi ustrezal reševanju vseh problemov, pa ni.
- Direktivni stil vodenja:

Pri direktivnem stilu vodja daje jasna navodila, podrejene poučuje in jih nadzoruje. Po dodelitvi  naloge vodja sodeluje s svojim podrejenim in mu pomaga načrtovati tisto, kar bo od njega pričakoval. Do podrejenega je zelo jasen ter ga spremlja pri napredku. Tako tesno sodelovanje ustreza delavcem, ki o svojem delu še ne vedo veliko in zato težko sprejemajo odločitve. 
Direktivni stil vodenja lahko opišemo s tremi besedami: struktura, kontrola in nadzor. Bolj primeren je v situacijah, ko moramo hitro priti do odločitev ali ko se ukvarjamo s še neizkušenimi podrejenimi. Ta stil vodenja je neustrezen pri izkušenih podrejenih. 
- Inštruktivni stil vodenja:

Vodja z inštruktivnim stilom daje navodila in natančno nadzoruje izpeljavo naloge, poleg tega pa razlaga odločitve, prisluhne sugestijam in spodbuja napredek. Je hkrati direktiven in bodrilen. 
Inštruktivni stil vodenja je primeren v situacijah, ko je podrejeni razočaran nad svojim poslom. Razočaran pa je zato, ker se mu zdi, da je nova naloga pretežka, ali ker ugotovi, da nagrada, ki sledi, ni sorazmerna vloženemu trudu. Razočaranje lahko izvira tudi iz neprestanega kritiziranja s strani vodje ali pa neopaženega napredka. Ta stil vodenja je neustrezen pri izkušenih podrejenih.
- Bodrilni stil vodenja:

Pri bodrilnem stilu vodja sodeluje s podrejenim in ga podpira v izpeljavi naloge ter skupaj z njim sprejema pomembne odločitve. Vodja daje veliko podpore, spodbude, pohval, ter podrejene informira o celotnem podjetju, z namenom, da bi podrejeni samostojno oblikoval odločitve. Podrejenega posluša in bodri ter ga sprejema kot kompetentnega. 
Če bi tudi bodrilni stil vodenja opisali s tremi besedami, bi to bile: pohvala, poslušanje in pomoč. Bodrilni stil je zato boljši pri podrejenih, ki so na svojem področju izkušeni, a ne zaupajo v svoje odločitve in se zato raje posvetujejo z vodjo. 
- Delegiranje:

Vodja, ki uporablja delegiranje pri svojem vodenju odgovornost za sprejemanje odločitev in reševanje težav povsem prenese na svojega podrejenega.  Ker vodja ve, da ima podrejeni na svojem področju veliko znanja in izkušen, mu to področje prepusti. Podrejeni mu samo poroča o svojem delu.
Delegiranje je najprimernejše za vrhunske delavce, ki jim ne primanjkuje sposobnosti in zavzetosti. Zato tudi ne potrebujejo veliko nadzora in pohval.

### Drugi slogi vodenja
Poznamo naslednje sloge vodenja:
- avtokratsko,
- demokratično,
- liberalno,
- inovativno vodenje.

## Razvojne stopnje podrejenega
Vodje morejo narediti tisto, česar ljudje, ki jih nadzorujejo, v tistem trenutku niso sposobni narediti sami. Podrejeni se med seboj razlikujejo po sposobnostih in prizadevnost. S sposobnostmi mislimo na skupek znanj in spretnosti, ki jih je podrejeni pridobil s šolanjem ali izkušnjami. Prizadevnost pa omenjamo kot kombinacijo samozavesti in motivacije. Tako sposobnost kot prizadevnost sta pri podrejenem lahko izražena visoko ali nizko, njihove kombinacije pa sestavljajo »razvojne stopnje«. Razvoj podrejenega poteka od prve razvojne stopnje k zadnji. 

### 1.	razvojna stopnja
Podrejeni na prvi razvojni stopnji je zavzet, ampak mu primanjkuje sposobnosti. Ob prvem soočenju z nalogami na novem delovnem mestu, je vznemirjen in poln pričakovanj, da se bo naučil, kako rešiti vse probleme. Vodja mora biti direktiven. Delavec rabi natančna navodila ali demonstracijo dela, da je nato to sposoben sam narediti. 
Hitro lahko vidimo, da podrejenim na prvi razvojni stopnji ustreza direktivni stil vodenja, saj potrebujejo navodila in nadzor. 

### 2.	razvojna stopnja
Podrejenemu na drugi razvojni stopnji primanjkuje tako zavzetosti kot sposobnosti. Potrebnih spretnosti za opravljanje dela namreč še ni usvojil. Spozna tudi, da so nekatere naloge težje, kot je pričakoval, zato upade njegova motivacija ter samozavest. Podrejeni občuti razkorak med željami in resničnostjo. Zaveda se, da je odvisen od nadrejenega. Vse to ga lahko pripelje do občutka frustriranosti, lastne nesposobnosti in zmedenosti. Vodja mu mora dajati direktive in tudi oporo. Po prvem »spopadu« z delom, delavec ugotovi, da so naloge težje, kot je pričakoval, porajajo se mu dvomi v lastne sposobnosti. Vodja ga mora opremiti še z ustreznimi znanji ter ga podpirati in pohvaliti, ko kaj izvede pravilno.
Podrejenim na tej razvojni stopnji ustreza inštruktivni stil vodenja, saj od nadrejenega potrebujejo natančna navodila ter podporo in pohvalo.

### 3.	razvojna stopnja
Podrejeni na tretji razvojni stopnji ima sposobnosti, vendar mu niha zavzetost. Vodja ga mora podpirati. Podrejeni je že osvojil sposobnosti za opravljanje dela, vendar mu primanjkuje zaupanja v svoje odločitve. Občasno je še v dvomih, ali mu bo uspelo opraviti nalogo. Zato rabi s strani vodje pohvale ter potrditve za pravilne odločitve. Vodja mu mora biti na voljo, da se z njim posvetuje. 
Podrejeni na tej stopnji ne potrebujejo veliko navodil, potrebujejo pa podporo, da okrepijo svoje samozaupanje. Tukaj govorimo o bodrilnem stilu vodenja. 

### 4.	razvojna stopnja
Podrejeni na četrti stopnji ima sposobnosti in tudi zavzetost. Vodji ni potrebno dajati niti direktiv niti podpore. Vodja je takega delavca že popeljal skozi vse faze, zato ima vsa potrebna znanja za delo ter tudi samozaupanje, ki temelji na izkušnjah. Oseba je zmožna samodirektivnosti in samopodpore. V primerjavi z drugimi delavci potrebuje manj pohvale, saj se sam zaveda uspeha, ter tudi manj nadzora.  
Podrejeni potrebuje le malo nadzora in navodil, saj sam ve, kaj je njegova naloga in kako jo mora izpeljati. Vodja tu uporabi delegiranje. 
Ko razvojne stopnje prehajajo od prve k četrti, prehaja stil vodenja od direktivnega stila k delegiranju najprej s povečanjem podpore, nato z zmanjšanjem direktivnosti, dokler na zadnje ne pride tudi do zmanjšanja podpore.

## Okoliščine

### Organizacija
Pomemben vpliv na delovanje organizacije ima organizacijska kultura, ki določa način mišljenja ter občutkov v organizaciji. Njena specifika je ta, da je vztrajna in se le počasi spreminja. Pomemben vpliv na organizacijsko kulturo ima vodja. Organizacijska kultura ima velik vpliv na organizacijo, vendar jo je težko ugotavljati. Težave se pojavijo, če želijo vodje na hitro spremeniti organizacijsko kulturo. Menjava kulture traja več let in zahteva menjavo simbolov, vrednot, mitov in obnašanj. Pri tem ima vodja najpomembnejšo vlogo, da s svojim vedenjem spodbuja podrejene.
Poleg tega se mora vodja zavedati, da s svojim specifičnim položajem pomembno vpliva tudi na organizacijsko klimo. Najučinkovitejši način oblikovanja in spreminjanja klime s strani vodje je osebni zgled, ki pa deluje le, če je med njim in sodelavci izgrajen odnos zaupanja.

### Menedžment:
Pojavlja se vprašanje ali pojma vodenje in menedžment uporabljati kot sinonima ali kot dva različna pomena. Burns (1978).predlaga naslednjo delitev: vodenje naj bi imelo poudarek na proceduri, nagrajevanju, medtem ko naj bi menedžment bil karakteriziran z osebnostno karizmo, odnosi ter ustvarjalnostjo.

### Vodenje moštva:
Za razliko od individualnega vodenja, tu vodja podaja napotke skupini kot celoti. Prednosti te oblike vodenja naj bi bile dopuščanje večje [[kreativnost|kreativnosti] in zmanjšanje stroškov. Pri delovanju v moštvu lahko vodenje za določen projekt prevzame tisti član, ki ima na tem področju največ kompetenc. Občasna opolnomočenja članov, pa le-te še dodatno motivirajo za uspešno delovanje. 
Vodje, ki bodo pokazali vztrajnost, determiniranost, komunikacijske sposobnosti, bodo te lastnosti spodbudili tudi v moštvu.

### Samovodenje:
Samovodenje je proces, ki poteka v posamezniku. Za razliko od prejšnjih oblik, ker je vodja vplival na podrejene, tu vsak zaposleni vpliva nase. Posameznik pri delovanju sam sebi postavi cilje, izdela načrt za njihovo dosego ter pri vsakem koraku s samoocenjevanjem nadzoruje svoj napredek.

## Miti o vodenju
Čeprav je vodenje pojem, o katerem pogosto govorimo, je pogosto napačno razumljen. Nekateri avtorji so raziskovali (Gardner, 1965; Bennis, 1975) prav napačno razumevanje pojma, ker so mnenja, da le-to vpliva na posameznikovo razumevanje, kaj vodenje sploh je.
- Vodenje je prirojeno

Nekateri so mnenja, da so lastnosti za vodenje prirojene (npr. inteligentnost, ekstravertnost, komunikativnost,…). Raziskava avtorja Forszth (2009) pa dokazuje, da je se vodja oblikuje na podlagi načrtnega samoizpopolnjevanja in opazovanja. Uspešnost vodenja je tako lahko posledica tako prirojenih lastnosti, kot tudi pridobljenih oz. naučenih sposobnosti. 
- Vodenje je opredeljeno kot moč nad drugimi

Čeprav je razširjeno pojmovanje, da so vodje manipulativni ter dominantni, te oblike vplivanja na posameznike niso nujne lastnosti vodje. Bolj pomembno je, da je vodja sposoben doseči skupinski konsenz s svojimi podrejenimi ter da upošteva interes vsakega posameznika. 
- Vodja povsem nadzoruje končni rezultat skupine

V zahodni kulturi je pogosto pojmovano, da ima vodja največji vpliv na skupino ter na njene dosežke. Torej pri vodji precenjujemo njegov vpliv na skupino in na končne dosežke, s tem pa tudi zanemarjamo obstoj drugih pomembnih faktorjev, kot so skupinska povezanost, komunikacija v skupini, kontekst, delovna usmerjenost, obstoječe skupinske norme,…
- Vsaka skupina ima vodjo

Povsem napačno je pojmovanje, da vsaka skupina potrebuje vodjo. Nekatere skupine, ki so npr. majhne po številu, obstajajo le za kratek čas ali ne sprejemajo tveganih odločitev, lahko delujejo brez vodje, tako da se odgovornost porazdeli med člani  (Schmid Mast, 2002; Berdahl & Anderson, 2007; Guastello, 2007).
- Podrejeni se vodji upirajo

Čeprav odvisnost podrejenih od vodje lahko vodi do manjšega občutka neodvisnosti ter manjše povezanosti skupine, je večina posameznikov raje vodenih, kot bi bili brez vodje (Berkowitz, 1953). Pomen vodje se izkaže predvsem v skupinah, ki so trenutno v konfliktu. Člani skupine so bolj produktivni, ko imajo nadrejenega, ki jih vodi. Čeprav lahko vodje podrejenim predstavljajo konstanten vir negativnih občutkov, večina podrejenih ceni doprinos vodje ter zato sprejemajo njihovo vodstvo. (Stewart & Manz, 1995). 